# 4036 Whitehouse
4036 Whitehouse este un asteroid din centura principală, descoperit pe 21 februarie 1987, de Henri Debehogne.